# Hephaestion holomelas
Hephaestion holomelas là một loài bọ cánh cứng trong họ Cerambycidae.